# Seznam slovenských národních plemen
V tomto seznamu jsou uvedena plemena, která jsou výsledkem dlouhodobého šlechtění na území Slovenska. Rozvoj národních plemen je podporován také grantovými programy Evropské unie.

## Slovenská národní plemena slepic

### Oravka
Původní slovenské plemeno s kombinovanou masovonosivou užitností. Barva měděnočervená a bílá.

## Slovenská národní plemena husí

### Suchovská husa
Suchovská husa středního tělesného rámce, tvrdé konstituce kompaktního pevně stavěného, téměř vodorovně drženého těla, pastevního typu, nenáročná, sedavá vhodná pro drobnochovatele se snáškou 14–16 vajec a velmi dobrým pudem kvokavosti. Je to hus žlutědivokého zbarvení středního spíše menšího typu, se středně hrubým krkem, kompaktním hlubokým trupem s výrazným dvojitým podbříškem.

### Slovenská bílá husa
Slovenská bílá husa představuje středně těžké plemeno, vhodné na produkci masa, játra a peří. Vyznačuje se kompaktním, mírně šikmým držením tele, ušlechtilého vzhledu a pevné konstituce. Je to plemeno otužilé s dobrým zužitkováním pastvy se zachovaným pudem kvokavosti.

## Slovenská národní plemena holubů

### Komárenský rejdič (Komárňanský kotrmeliak)
Nejstarší slovenské plemeno vyšlechtěné v Komárně z plemen pocházejících z Orientu, která byla dovezena na území Slovenska vojenskými výpravami Turků v 17. století.

### Košický rejdič (Košický kotrmeliak)
Sportovní plemeno holuba, které bylo vyšlechtěné v Košicích v roce 1913.

### Košický vysokoletec (Košický letún)
Je mladým plemenem letúnů, které vyšlechtil Ladislav Frenák z Košic křížením těchto plemen – segedínský letún, ploeštský letún čung, budapešťský sivko, budapešťský modrý letún a budapešťský čáp.

### Piešťanský obor
Je nejmladším slovenským národním plemenem holuba. Vyšlechtil ho v letech 1970–1980 Andrej Boďa z Piešťan křížením plemen Mondén, Riman, Kinga, Texan, Maďarský obor, Moravský pštros, Gigant homér, a některých voláčů – Hanácký voláč a Staroněmecký voláč. Za samostatné slovenské národní plemeno byl Piešťanský obor uznán dne 18.11.1987. V letech 1995–2005 došlo k útlumu Piešťanského obra. V současnosti se o udržení plemena snaží Klub chovatelů piešťanských obrů, který požádal o jeho zařazení do vzorníku evropských plemen holubů. Piešťanský obor se chová především v barevném rázu černý tygr a černý fŕkaný, ale v současnosti se šlechtí i jiné barevní rázy, především červený tygr a červený fŕkaný a jednobarevné bílý, černý a červený.

### Slovenský voláč (Slovenský hrvoliak)
Plemeno bylo vyšlechtěné na západním Slovensku (Brezová pod Bradlom, Myjava a Stará Turá a blízké kopanice). Podle někdejších jeho velkých chovatelů Jána Čierneho a Samka Dudíka se tam choval v hojném počtu na zemědělských a mlynářských usedlostech již v 2. polovině 19. století. Osobně jich chovali v letech 1860 až 1890. Po vzniku první ČSR v roce 1918 se objevovali také písemné dokumenty o tomto plemeni v tehdejších chovatelských časopisech. Poprvé ho vystavoval Koloman Slimák na výstavě v roce 1926 v Bratislavě a v Praze. V roce 1930 na západním Slovensku se chovalo kolem 1250 chovných párů. Na konci II. světové války slovenský voláč téměř vyhynul. Poslední chovní jedince posbírali po březovských a myjavských kopanicích chovatelé z Nového Města nad Váhem, kteří se začali věnovat jeho chovu a rozšíření. V současnosti je to opět běžné plemeno.

### Slovenský vysokoletec (Slovenský letún)
Slovenský letúň je sportovní druh holuba. Jako samostatné plemeno byl uznán 19.02.1977. Počátky jeho šlechtění spadají již před 2. světovou válku.

## Slovenská národní plemena králíků
- Holíčský modrý králík
- Liptovský lysko
- Nitriansky králík
- Slovenský sivomodrý rex
- Zemplínský pastelový králík
- Zoborský králík

## Slovenská národní plemena ovcí

### Cigája
Hmotnost berana 70 – 80 kg, bahnice 50 – 55 kg
Jemnost vlny C – C/D
Masovo-mléční užitkový typ
Produkce mléka za dojní periodu 80 – 100 l
Plodnost 120 – 140%

### Slovenská merinka
Hmotnost berana 80 – 90 kg, bahnice 60 – 65 kg
Jemnost vlny A – A/B
Vlnovo-masový užitkový typ.
Plodnost 120 – 130%

### Zešlechtěná valaška
Hmotnost berana 65 – 75 kg, bahnice 45 – 50 kg
Jemnost vlny D – D/E
Masovo – mlékový užitkový typ
Produkce mléka za dojnou periodu 80 – 100 l
Plodnost 115 – 130%

### Bílá bezrohá krátkosrstá koza

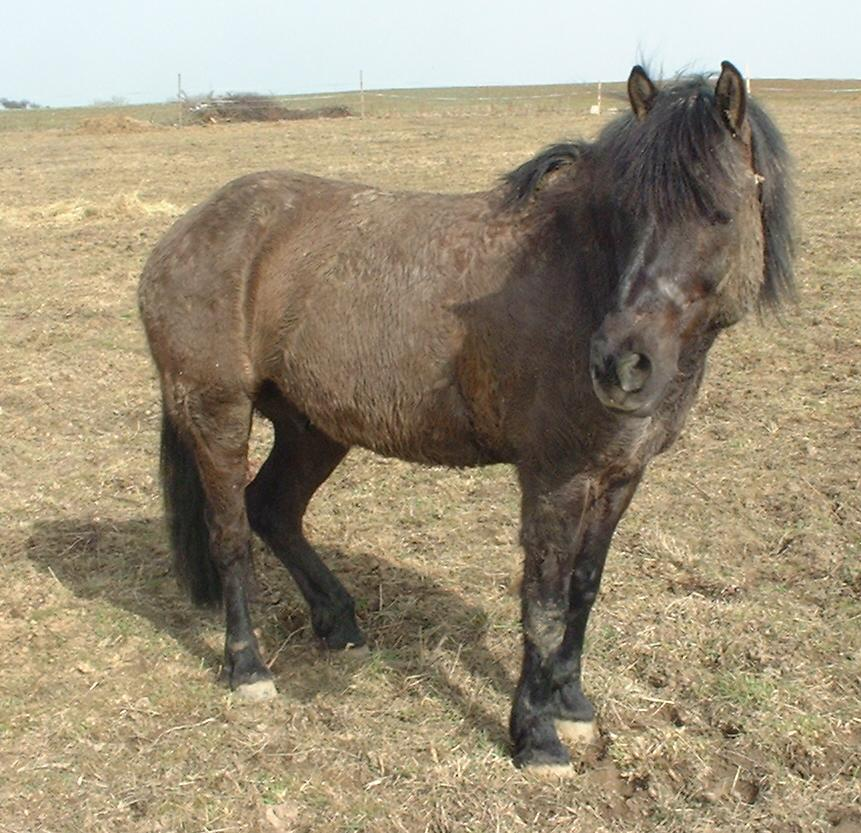
Hucul

## Slovenská národní plemena psů

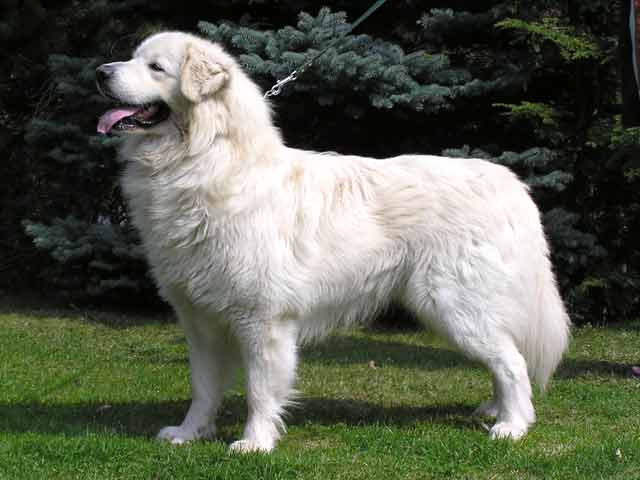
Slovenský čuvač

### Slovenský čuvač

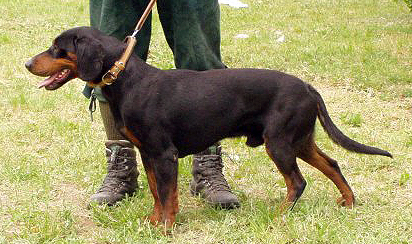
Slovenský kopov

### Slovenský kopov

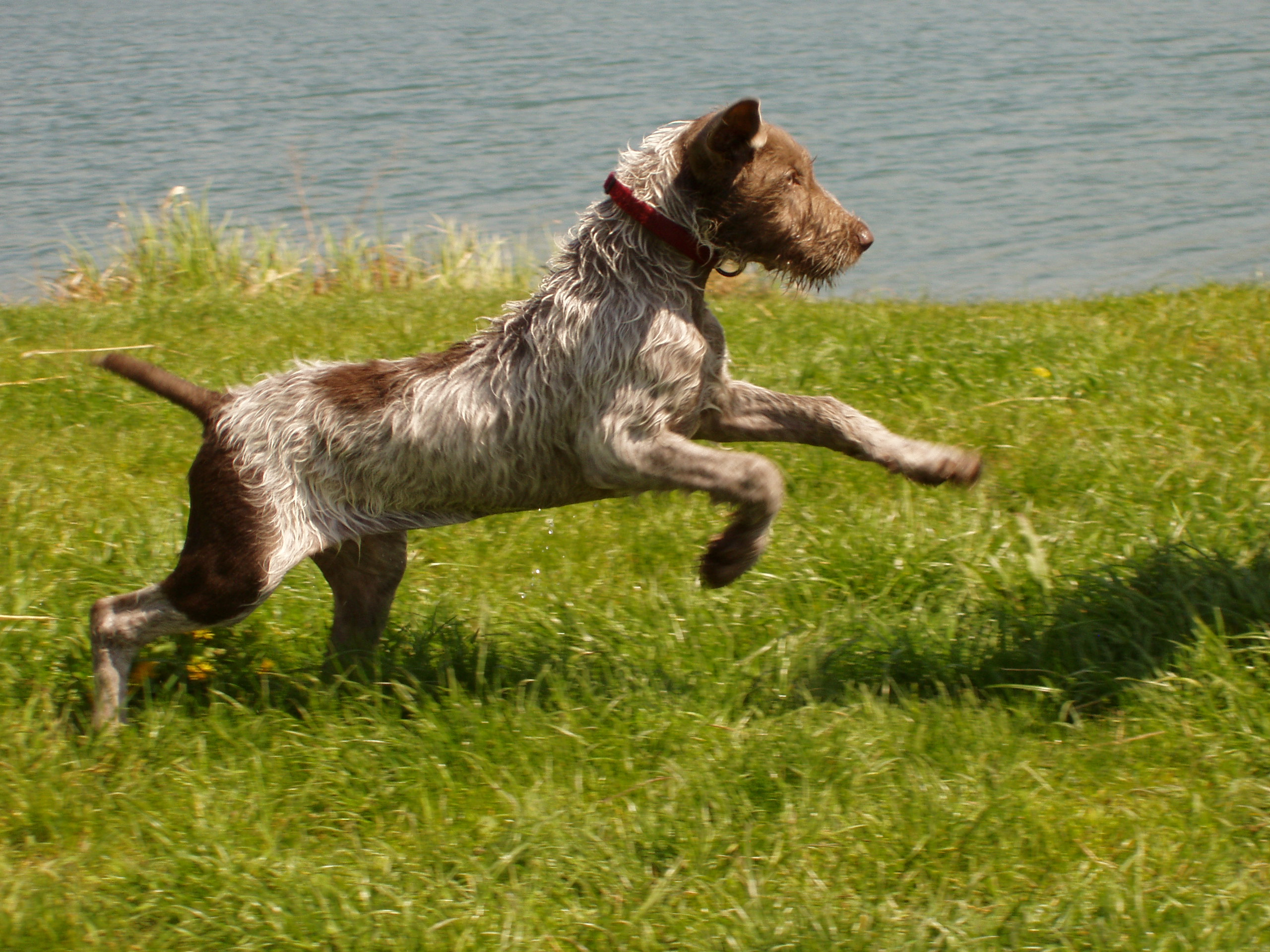
Slovenský hrubosrstý stavač

### Slovenský ohař hrubosrstý

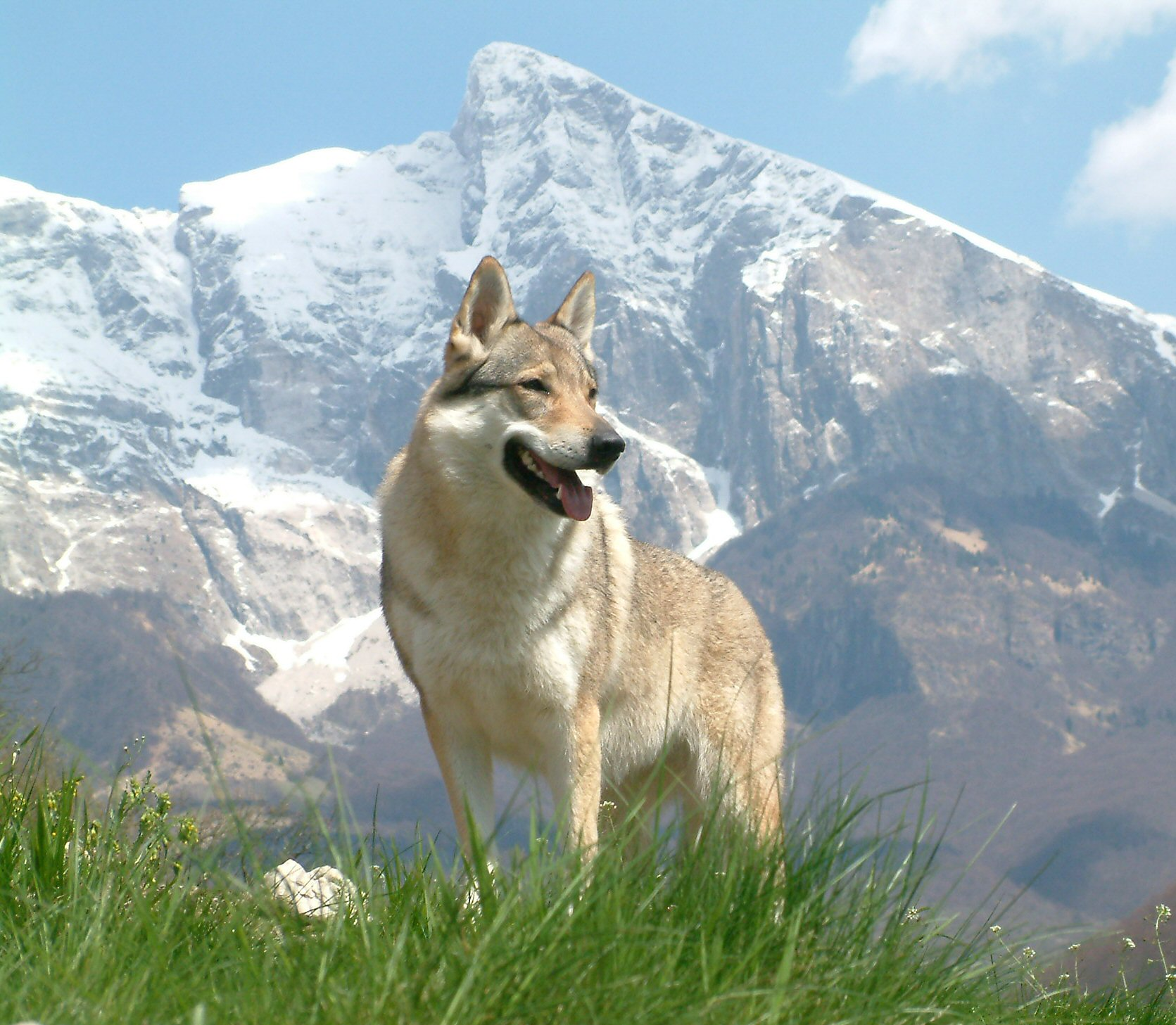
Československý vlčiak